# موجة مارقة

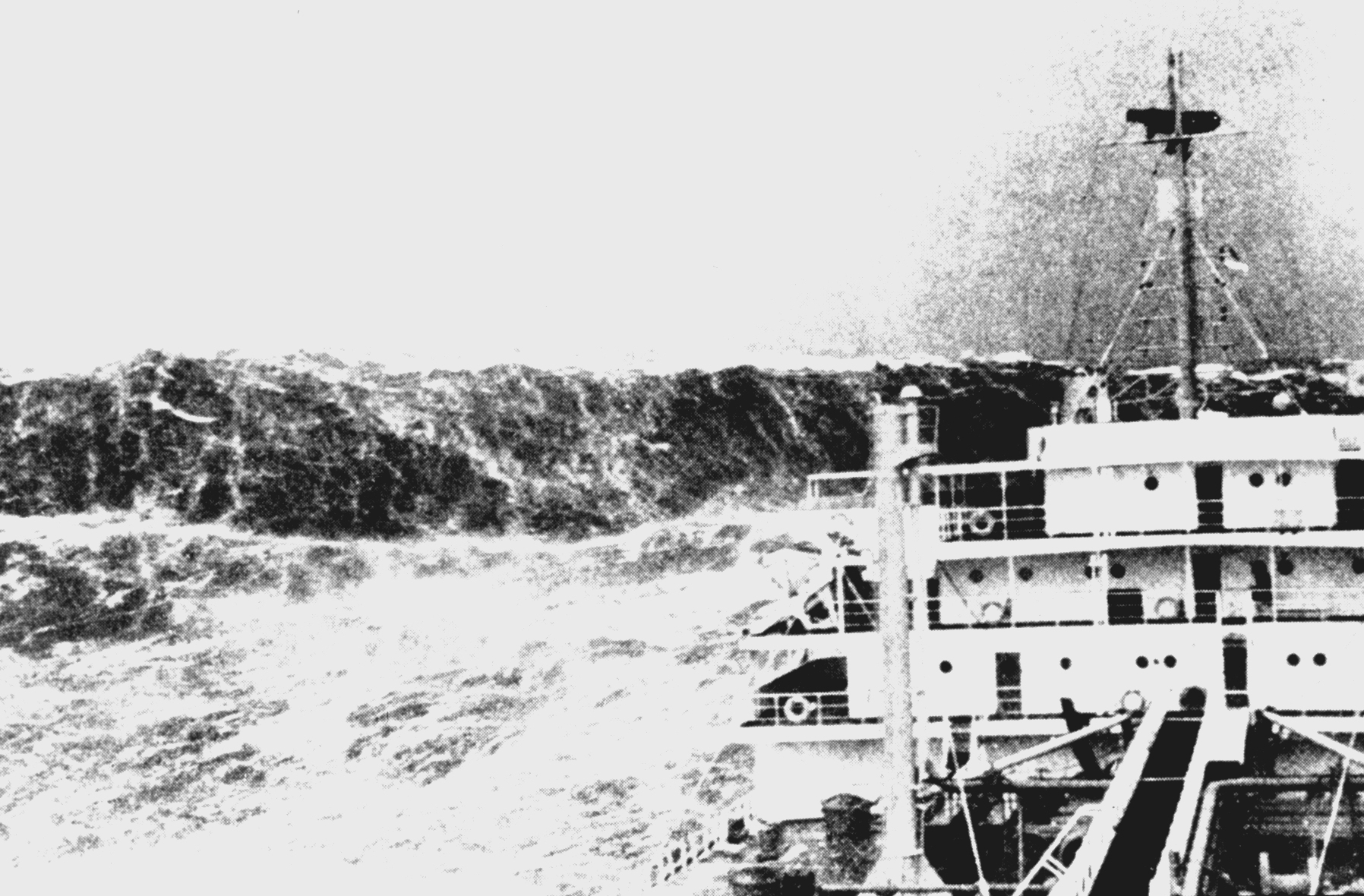
نظرة جانبية لموجة مارقة من على سفينة تجارية (خليج بيسكاي في سنة 1940).

الموجة المارقة (بالإنجليزية: Rogue wave)‏ أو أيضا الموجة المتطرفة هي موجة غير طبيعية، كبيرة نسبيا وغير متوقعة، تظهر فجأة على شكل موجة سطحية يمكن أن تكون خطيرة للغاية، حتى على السفن الكبيرة مثل عابرات المحيط.
الخطر الكبير الذي تمثله هذه الموجات راجع لعدة أسباب، لعل أبرزها هو كونها نادرة، ولا يمكن التنبؤ بها، على اعتبار أنها تظهر فجأة دون سابق إنذار ويمكنها التأثير بقوة هائلة.
في ظروف عادية يكون لموجة يبلغ طولها 12 مترا (39 قدما) في النموذج «الخطي» المعتاد، ضغط متقطع قدره 6 أطنان مترية للمتر المربع الواحد (8.5 رطل لكل بوصة مربعة). على الرغم من أن السفن الحديثة مصممة بطريقة تمكنها من مجارات موجة كسر يبلغ ضغطها 12 طن للمتر المربع (21 رطل لكل بوصة مربعة)، فإن الموجة المارقة يمكن أن تجعل من هذين الرقمين مجرد أقزام، حيث يمكنها الضرب فجأة بضغط كسر قدره 100 طن للمتر المربع (140 رطل لكل بوصة مربعة).
بشكل أدق تعرف الموجات المارقة في علم المحيطات، على أنها موجات يكون ارتفاعها أكثر من ضعف ارتفاع الموجة الكبيرة، الذي يعرف في حد ذاته كمتوسط للثلث الأكبر من الموجات المسجلة. لذلك، فالموجات المارقة ليست  الضرورة أكبر موجات وجدت على الماء؛ بدلا من ذلك، هي موجات كبيرة بشكل غير عادي نتيجة لحالة البحر معينة. يبدو أن الموجات المارقة لا يكون لها سبب واحد واضح، لكنها في نفس الوقت تحدث بتدخل عدد من العوامل المادية على غرار الرياح العاتية والتيارات القوية التي تسبب في موجات تندمج فيما بينها لخلق موجة كبيرة استثنائية واحدة.
يمكن أن تحدث الموجات مارقة أيضا في وسائط أخرى غير المياه. حيث يبدو أنها في كل مكان في الطبيعة، تم الإبلاغ عنها على سبيل المثال في الهيليوم السائل وفي البصريات غير الخطية وفي تجويف الميكروويف. في هذا المجال تركز البحوث التي أجريت مؤخرا على الموجات الضوئية المارقة التي تسهل دراسة هذه الظاهرة في المختبر.
خلصت بحث أجري في سنة 2015 على سلوك الموجات حول موجة المارقة، بما فيها موجة بصرية وموجة دراوبنر، إلى أن «الأحداث المارقة لا تظهر بالضرورة دون تحذير، بل تسبقها غالبا مرحلة قصيرة من النظام النسبي».

## الخلفية

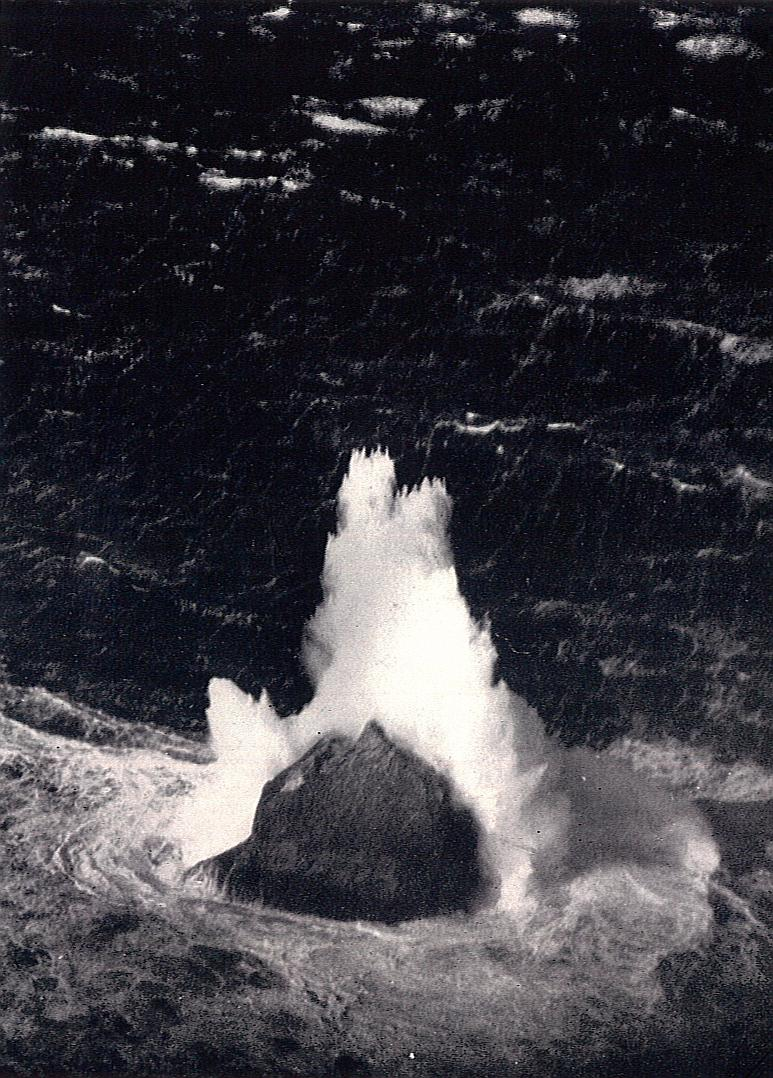
صورة يرجع تاريخها لسنة 1943 تظهر تحطم موجة كبيرة فوق جزيرة روكال في شمال المحيط الأطلسي. بلغت ذروة ارتفاعها حوالي 17 متر (56 قدما) فوق مستوى سطح البحر، وقدر ارتفاع الرذاذ بنحو 52 متر (170 قدم).

ترتبط ظاهر الموجات المارقة بشكل أكبر بالمياه المفتوحة، أين تتسب الرياح والتيارات والظواهر غير الخطية مثل سوليتون وظروف أخرى في فترة وجيزة بتشكل موجة أكبر بكثير من متوسط موجة كبيرة تحدث في زمان ومكان معين.
الشئ الذي يجعل من ظاهرة مثل الموجات المارقة ممكنة هي طبيعة الموجاتالمختلفة نفسها، والتي يمكن أن تسير بسرعات مختلفة، وهكذا يمكن أن «تتراكم» في ظروف معينة مشكلة ما يصطلح عليه التدخل البناء.
بعد أن كانت الموجات المارقة فيما مضى مجرد واحدة من الأساطير الموروثة في ظل عدم وجود لأية أدلة واضحة على وجودها، تم إثبات وجودها الآن وأصبحت ظاهرة طبيعية في المحيطات. لعل شهادات البحارة والأضرار التي لحقت بالسفن منذ فترة طويلة لخير دليل على حدوثها. تمثل أول دليل علمي على وجود الموجات المارقة في تسجيل قامت به منصة غورم لموجة مماثلة في وسط بحر الشمال في سنة 1984. تم الكشف عن موجة موجزة بارتفاع 11 مترا (36 قدم) بالرغم من وجود البحر في حالة منخفضة نسبيا. غير أن ما لفتت انتباه الأوساط العلمية أكثر هو القياس الرقمي الذي تم لما تعرف حاليا باسم «موجة دروبنر» (وهي موجة مارقة) في منصة دروبنر في بحر الشمال في 1 يناير 1995، مع ارتفاع موجي قصوى بلغ 25.6 مترا (84 قدم). خلال هذا الحدث، أصيبت المنصة أيضا ببعض الأضرار الطفيفة فوق مستوى سطح البحر، مؤكدة أن القراءة كانت صحيحة. هذا وقد تم أيضا تأكيد وجودها بالفيديو والصور الفوتوغرافية وصور الأقمار الصناعية ورادارات سطح المحيط. وأنظمة التصوير الموجي الاستريو  ومحولات الضغط في قاع البحر، ولا سيما بواسطة سفن البحوث الأوقيانوغرافية.
بحلول فبراير 2000، واجهت سفينة بحثية أوقيانوغرافية بريطانية تسمى أر أر إس ديسكوفري، كانت  تبحر في منطقة حوض روكال غرب اسكتلندا أكبر الموجات المارقة التي سجلت على الإطلاق من خلال أجهزة علمية في المحيط المفتوح، بلغ طولها 18.5 مترا (61 قدما) مع موجات فردية وصلت إلى 29.1 متر (95 قدم). في سنة 2004 وجد علماء انطلاقا من صور رادار تمتد على ثلاثة أسابيع ساتل تابع لوكالة الفضاء الأوروبية، عشرة موجات مارقة يبلغ ارتفاع كل واحدة منها 25 مترا (82 قدم) أو أكثر.

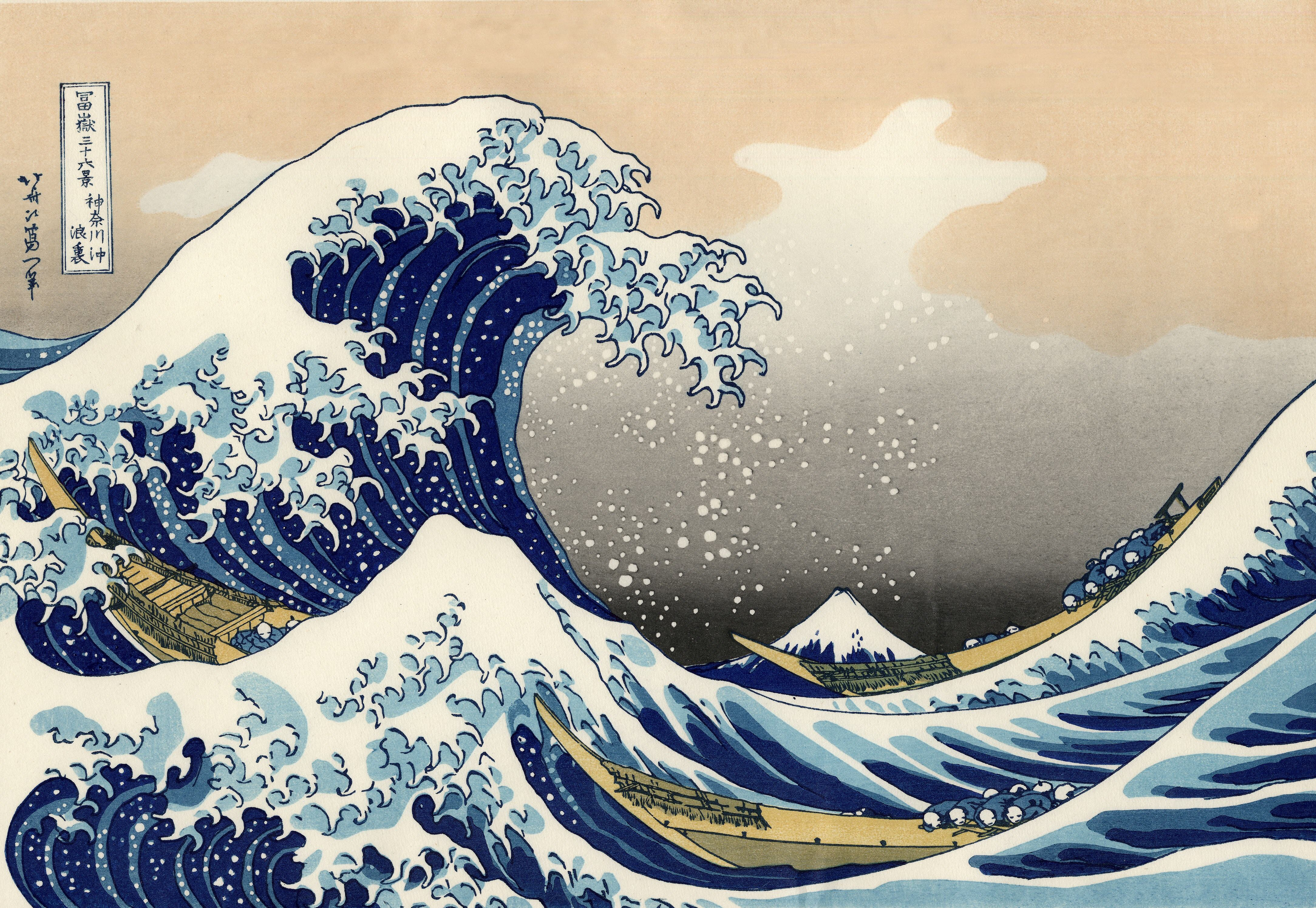
لوحة موجة كاناغاوا الكبيرة، التي من المرجح أن تكون لموجة مارقة كبيرة.

الموجات المارقة هي ظاهرة طبيعية لا تسببها حركة الأرض، تحدث عادة في المحيطات بعيدا عن الشاطئ وتستمر لفترة وجيزة فقط في مكان محدود. الموجات المارقة هي نادرة الحدوث، لكنها عندما تضرب تكون خطيرة جدا، على اعتبار أنها يمكن أن تنطوي على تشكيل عفوي لموجات مائية هائلة تتجاوز كل التوقعات المعتادة لمصممي السفن، حيث يمكنها تتجاوز القدرات المعتادة لسفن المحيطات التي لم يتم تصميمها للتكيف مع مثل هذه الظروف. الموجات المارقة بالتالي تختلف كليا عن موجات التسونامي. حيث أن هذه الأخيرة تسببت نزوح هائل للمياه، ناجم غالبا عن تحركات مفاجئة في قاع المحيطات، ومن ثم تنتشر بسرعة فائقة على مساحة كبيرة. موجات التسونامي هي غير مرئية تقريبا في المياه العميقة وتصبح خطرة فقط لكونها تقترب من الشاطئ، أين يكون قاع المحيط ضحلا؛  وبالتالي، فإنها لا تشكل خطرا على الشحن البحري (السفن الوحيدة المفقودة في تسونامي آسيا لسنة 2004 كانت في الميناء). الموجات المارقة متميزة أيضا عن الميجاتسونامي، التي هي موجات هائلة موحدة ناجمة عن تأثير مفاجئ، مثل تأثير اصطدام النيازك أو الانهيارات الأرضية في المسطحات الائية المغلقة أو المحدودة. كما أنها تختلف عن الموجات التي توصف بأنها «موجات المائة عام»، التي هي عبارة عن تنبؤ إحصائي بحت لأعلى موجة من المرجح حدوثها خلال مائة سنة في جسم مائي معين. ليبقى الشئ الثابث حاليا هو كون هذه الموجات المارقة كانت السبب وراء الفقدان المفاجئ لبعض من سفن المحيط. حيث تشمل الحالات الموثقة بشكل كبير لفقدان سفن بسبب هذه الموجات كلا من سفينة الشحن إم إس مونشن في سنة 1978  وسفينة إم في ديربيشاير (أكبر سفينة بريطانية فقدت في البحر) في سنة 1980. الموجات المارقة كانت أيضا سببا في فقدان سفن أخرى، بما فيها حارس المحيط، التي كانت عبارة عن وحدة حفر بحرية متنقلة شبه غاطسة، غرقت بسبب هذه الموجات في المياه الكندية في 15 فبراير 1982. بحلول سنة 2007، أشرفت الإدارة الوطنية للمحيطات والغلاف الجوي في الولايات المتحدة بتجميع فهرس لأكثر من 50 حادثة عبر التاريخ يرجح أن تكون مرتبطة بالموجات المارقة.

## تاريخ ملاحظة الموجات المارقة

### الموجات الأسطورية
بحلول سنة 1826، أبلغ العالم والضابط البحري الفرنسي جول دومون دو أورفيل على أنه كان ثلاثة من زملاء شاهدين على موجات وصل ارتفاعها 33 مترا (108.3 قدم) في المحيط الهندي، لكنه ووجه بسخرية علنية من زميله العالم فرانسوا أراغو. لأنه كان معروفا على نطاق واسع في تلك الحقبة أنه لا يمكن لأي موجة تجاوز علو 9.1 متر (30 قدما). تكتب سوزان كيسي (مؤلفة) قائلة في هذا الشأن أن الكثير من هذا الإنكار كان نتيجة لكون من شهدوا على الموجة المارقة كانو قلة، أغلبهن أبلغ عن ذلك بعد اختراع الهيكل الصلب المزدوج للسفن انطلاقا من القرن العشرين، «قبل ذلك، فإن الذين تصادفوا مع موجات مارقة بعلو 100 قدم لم يعودوا في الغالب لكي يحدثوا الناس عن ما عاشوه».
على مدى ما يقرب من 100 عام، استخدم علماء المناخ وأخصائيوا الأرصاد الجوية والمهندسون ومصمموا السفن نظاما رياضيا يسمى الدالة الغاوسية (أو النموذج الخطي القياسي) للتنبؤ بارتفاع الموجة. يفترض هذا النموذج أن ارتفاع الموجات يختلف بطريقة منتظمة حول قيمة متوسطة. خلال بحر عاصف بارتفاع موجة كبيرة يبلغ 12 مترا (39.4 قدم)، يقترح هذا النموذج أنه لن تكون هناك تقريبا أية موجة بارتفاع يفوق 15 متر (49.2 قدم). ارتفاع الأمواج إلى علو 30 مترا (98.4 قدم) أمر وارد، ولكن يمكن أن يحدث مرة واحدة فقط خلال كل10 آلاف سنة. لقد كان حينها هذا الافتراض الأساسي مقبولا بشكل جيد، حيث اعترف به على أنه تقريبي. فكان استخدام شكل غاوس في نمذجة الموجات هو الأساس الوحيد لجميع النصوص تقريبا حول هذا الموضوع طوال ال 100 سنة الماضية.
كتبت أول مادة علمية معروفة عن موجات المارقة (موجات النزوة) من قبل الأستاذ لورانس درابر في سنة 1964. من خلال هذه الوثيقة، التي وصفت على أنها «مقال أساسي»، قام بتوثيق جهود المعهد الوطني لعلوم المحيطات في أوائل الستينيات حول تسجيل ارتفاع الموجات، حيث كانت أعلى موجة من هذا النوع قامو بتسجيلها في ذلك الوقت بارتفاع حوالي 67 قدما (20.4 متر). كما وصف درابر أيضا فجوات الموجة الغريبة.

### موجة دروبنر
بحلول سنة 1995، ظهرت أخيرا أدلة علمية قوية عن وجود موجات مارقة مع تسجيل ما أصبح يعرف حاليا باسم موجة دروبنر.
دروبنر إي هو واحد من هياكل مجمع دعم خط أنابيب الغاز التي تديره ستات أويل حوالي 160 كيلومترا 58°11′19.30″N 2°28′0.00″E / 58.1886944°N 2.4666667°E في الخارج، جنوب غرب الطرف الجنوبي من للنرويج. منصة «دروبنر إي» هي أول منصة نفط رئيسية يعلق أساسها على قاع البحر بدلا من تثبيته بواسطة الأكوام ونظام الرسو باستعمال الشفط. نتجة لذلك وكإجراء وقائي، قام المشغل (ستات أويل) بتشغيل المنصة مع مجموعة واسعة من الأدوات. تسمح هذه الأدوات بالتحقق المستمر من تحركات المنصة، لا سيما أي حركة للأسس أثناء مرور العواصف. حيث تمكنت الأجهزة الحديثة التي جهزت بها المنصة من قياس عدد من المعايير والمعطيات الرئيسية باستمرار، لعل أبرزها:
- ارتفاع الموجة وانحدارها، الضغط الممارس على الجردل المكون لأسس المنصة، التوتر عند أركان المنصة والتسارع على الجسر والأسس.

تم بناء المنصة بطريقة تتحمل فيها موجة يبلغ ارتفاعها حوالي 19.5 متر (64 قدما) متوقع حدوثها مرة واحدة لكل 10 آلاف سنة. فكانت مجهزة أيضا بمسجل موجات متقدمة بالليزر على الجانب السفلي للمنصة. بحلول الساعة الثالثة مساء ليوم 1 يناير 1995، سجل موجة مارقة بلغ ارتفاعها 25.9 متر (85 قدما)، أي أكبر ب 6.4 متر (21 قدما) من الموجة المتوقعة. حيث ضربت المنصة بسرعة 72.4 كم في الياعة (45 ميلا في الساعة). حيث سجلت هذه الموجة بواسطة جميع أجهزة الاستشعار المثبتة على منصة،  فكانت أول قياس مؤكد لموجة مارقة، أين جلبت اهتماما كبيرا من قبل المجتمع العلمي.

## التأثير على هيكل السفينة

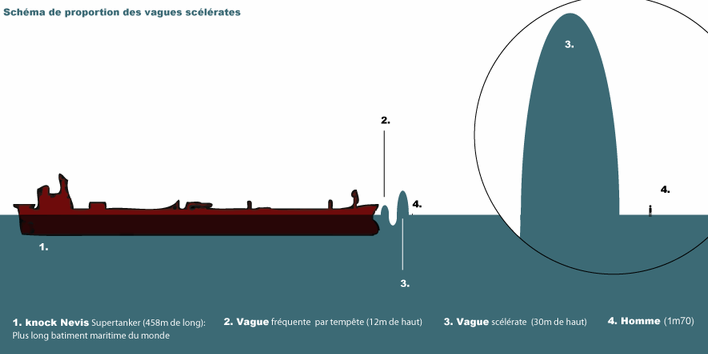
الموجات المارقة (.3) مقارنة بموجة إعتيادية خلال عاصفة (.2) وحجمهما بالنسبة لطول إنسان (.4) وناقلة نفط (.1)

تعد الموجات المارقة ظاهرة علمية مؤكدة، مثبتة وموثقة، قد يكون لها آثار على السلامة البحرية وطريقة تصميم السفن التجارية الكبيرة، بما فيها ناقلات النفط الخام والناقلات السائبة التي ليست مصممة لتحمل مثل هذه الآثار العالية فوق خط الماء، والتي تتدفق فجأة وفي دقائق معدودة.
عندما تواجهت ناقلة (أو أي قارب طويل آخر) موجة من جهة الوجه (أو من الخلف)، فهذا يطرح مشكلتين أساسيتين هما:
- كتلة المياه المتحركة تشكل في هذه الحالة طاقة تكون على الأقل مساوية لضعف طاقة الأمواج المعتادة، والتي سوف تصل إلى القارب عن طريق قوس المقدمة (على سبيل المثال). خصوصا إذا ما تم أخذ ارتفاع الموجة المارقة بعين الإعتبار، الذي سيكون على الأقل مساويا لإرتفاع برج مراقبة القارب.
- التأثير التراكمي لارتفاع وطول موجة استثنائية كهذه يمكنها حرفيا رفع القارب من كلا الطرفين. الجزء المركزي للقارب سيتواجد في هذه الحالة في الفراغ، أو على الأقل شبه غير محمول بواسطة المياه، وبالتالي سيخضع لقوى ميكانيكية هائلة (خاصة إذا كانت المستودعات ممتلئة) ما قد يؤدي إلى كسر القارب من المنتصف.

أما في حالة ما واجه القارب موجة من أحد جانبيه، فإن ذلك قد يؤدي إلى انقلابه.